# Dark Souls (série de jeux vidéo)
Dark Souls est une série de jeux vidéo de type action-RPG. Elle est composée des trois titres suivants : Dark Souls sorti en 2011, Darks Souls II sorti en 2014 et Darks Souls III sorti en 2016. Cette trilogie est issue de la série des Souls, qui elle comprend également Demon's Souls.
| 2011 | Dark Souls                              |
| 2012 | Dark Souls: Prepare To Die Edition      |
| 2012 | Dark Souls: Artorias of the Abyss       |
| 2013 |                                         |
| 2014 | Dark Souls II                           |
| 2014 | Dark Souls II: The Lost Crowns          |
| 2015 | Dark Souls II: Scholar of the First Sin |
| 2016 | Dark Souls III                          |
| 2016 | Dark Souls III: Ashes of Ariandel       |
| 2017 | Dark Souls III: The Ringed City         |
| 2018 | Dark Souls: Remastered                  |

## Dark Souls
Le successeur de Demon's Souls est annoncé en 2010 au Tokyo Game Show, sous le nom de Project Dark. Le jeu finalement nommé Dark Souls sort en octobre 2011, cette fois-ci sur PlayStation 3 et Xbox 360. Le jeu est un succès commercial, avec 1,5 million d'exemplaires écoulés en trois semaines, ce qui pousse le studio à développer une version PC. Celle-ci sort en août 2012 sous le nom Dark Souls: Prepare To Die Edition. Un chapitre supplémentaire inclus dans cette version et intitulé Artorias of the Abyss sort sur console en tant que contenu téléchargeable en octobre de la même année.
Une version remastérisée est publiée sur PC, PlayStation 4 et Xbox One en mai 2018 et portée sur Nintendo Switch par Virtuos en octobre 2018,.

## Dark SoulsII
Annoncé en décembre 2012, Dark Souls II sort en mars 2014 sur PlayStation 3 et Xbox 360, et le mois suivant sur PC. Contrairement aux deux jeux précédents, Dark Souls II n'est pas dirigé par Hidetaka Miyazaki alors occupé par la réalisation de Bloodborne, mais par Tomohiro Shibuya et Yui Tanimura. Une série de trois DLC, réunis sous le nom The Lost Crowns, sort peu après : Crown of the Sunken King en juillet 2014, Crown of the Old Iron King en août et Crown of the Ivory King en septembre. Une version améliorée du titre comprenant les trois DLC, intitulée Dark Souls II: Scholar of the First Sin, sort en avril 2015 sur PC, PlayStation 4 et Xbox One.

## Dark SoulsIII
Annoncé à l'E3 2015, Dark Souls III marque le retour à la direction de Miyazaki. Le jeu sort en avril 2016 sur PC, PlayStation 4 et Xbox One. Deux DLC sont publiés : Ashes of Ariandel en octobre 2016 puis The Ringed City en mars 2017,.